# Raúl García Pierna
Raúl García Pierna (ur. 23 lutego 2001 w Tres Cantos) – hiszpański kolarz szosowy i torowy.

## Osiągnięcia

### Kolarstwo szosowe
Opracowano na podstawie:
2019
- 3. miejsce w mistrzostwach Hiszpanii juniorów (start wspólny)

2020
- 1. miejsce w mistrzostwach Hiszpanii U23 (jazda indywidualna na czas)

2022
- 1. miejsce w mistrzostwach Hiszpanii (jazda indywidualna na czas)

2023
- 1. miejsce w klasyfikacji młodzieżowej Dirka po Sloveniji

### Kolarstwo torowe
Opracowano na podstawie:
2019
- 3. miejsce w mistrzostwach Europy juniorów (scratch)
- 3. miejsce w mistrzostwach świata juniorów (wyścig punktowy)

## Rankingi

### Kolarstwo szosowe
| Rok             | 2020 | 2021  | 2022 | 2023 | 2024 |
| --------------- | ---- | ----- | ---- | ---- | ---- |
| World Ranking   | 962. | 1174. | 479. | 502. | 337. |
| UCI Europe Tour | 752. | 864.  | 381. | -    | -    |
|                 |      |       |      |      |      |
| Źródło: UCI     |      |       |      |      |      |